# Na kogo Bog posjljot
Na kogo Bog posjljot (russisk: На кого Бог пошлёт, da.: ~ Til den Gud vil sende) er en russisk spillefilm fra 1994 instrueret af Vladimir Zajkin.

## Medvirkende
- Larisa Udovitjenko som Marina Rodionova
- Stanislav Sadalskij som Pavel Khljuzdin
- Marija Lobatjova som Nastja Sukonnikova
- Leonid Torkeani som Andrej
- Sergej Migitsko som Arkadij
- Konstantin Khabenskij som fodgænger (filmdebut)